# 検見川町
検見川町（けみがわまち）は、かつて千葉県千葉郡に存在した町である。地名は千葉市の町名（けみがわちょう）として現存する。郵便番号は262-0023。千葉街道の宿場町であり、千葉郡の拠点の一つであったが、現在では、本町の一大字であったものの、総武本線の快速停車駅を擁し、区名にもなっている稲毛との立場が逆転している。
かつては標準電波（JJY） の検見川送信所が有った。

## 沿革

### 歴史
- 戦国時代 - けみ川の地名が見られる。
- 江戸時代 - 以下の3村が成立。
  - 検見川村 - 幕府領、旗本金田氏・清野氏の相給→幕府領、旗本金田氏・清野氏・吉田氏の相給→幕府領、旗本金田氏・清野氏・吉田氏・小林氏の相給。ほかに八坂神社・熊野神社・鷲神社の各除地、定使免除地。
  - 稲毛村 - 幕府領、旗本石河氏・浅倉氏の相給→幕府領、旗本浅倉氏の相給。ほかに浅間神社除地。
  - 畑村 - 旗本宮城氏領→旗本宮城氏・金田氏知行→旗本宮城氏・金田氏・遠山氏知行→幕府領、旗本金田氏・遠山氏の相給。
- 1868年（明治元年）8月8日 - 3村が下総知県事の管轄となる。
- 1869年（明治2年）1月13日 - 下総知県事が葛飾県となる。
- 1871年（明治4年）11月13日 - 葛飾県が印旛県に統合。3村が印旛県の管轄となる。
- 1873年（明治6年）6月15日 - 印旛県が木更津県に統合して千葉県が発足。3村が千葉県の管轄となる。
- 1889年（明治22年）4月1日 - 町村制の施行より、検見川村、稲毛村、畑村が合併し、千葉郡検見川村が発足。善勝寺に村役場を設置。旧3村が3つの大字となる。
- 1891年（明治24年）5月1日 - 町制を施行して検見川町となる。
- 1894年（明治27年） - 町役場を検見川91番地に移転。
- 1899年（明治32年）9月13日 - 総武鉄道幕張駅 - 千葉駅間の延伸開業にともない稲毛駅が開業。
- 1907年（明治40年）9月1日 - 総武鉄道が国有化し、総武本線となる。
- 1921年（大正10年）7月17日 - 京成電鉄千葉線津田沼駅（現在の京成津田沼駅） - 千葉駅（現在の千葉市中央区・中央公園付近）間の開業にともない検見川駅が開業。
- 1926年（大正15年）4月1日 - 東京無線局検見川送信所が開局。
- 1937年（昭和12年）2月11日 - 千葉市に編入。同日検見川町廃止。
- 1992年（平成4年）4月1日 - 千葉市が政令指定都市に移行し、旧・検見川町域は、旧・検見川村、畑村（検見川市民センター管轄）が花見川区、旧・稲毛村（編入後に市役所本庁管轄に移行）が稲毛区になる。

## 交通

### 鉄道
- 国鉄（現JR東日本）
  - 総武本線：稲毛駅

- 京成電鉄
  - 千葉線：検見川駅 - 京成稲毛駅

現在は総武本線の新検見川駅が町域内に存在するが、検見川町が存在した時期には開業していなかった。

### 道路
- 千葉街道（国道14号の旧道）

## 産業

### 鉱工業
- 第二次世界大戦後の燃料事情の逼迫に応じて、1947年から東京大学の敷地（現:東京大学検見川総合運動場）および周辺では、泥炭の採掘が盛んに行われるようになった。検見川一帯の泥炭の埋蔵量は1000万トンとも推定されていた[2]。

## 教育
- 検見川尋常高等小学校（現・千葉市立検見川小学校）
- 稲毛尋常小学校（現・千葉市立稲毛小学校）
- 畑尋常小学校（現・千葉市立畑小学校）

## 名所
- 八坂神社（1980年代後半に検見川神社に改称）
- 稲毛浅間神社

## 現在の町名
- 住居表示実施地区
  - 旧・検見川村：花園、南花園、朝日ヶ丘（一部）、瑞穂（一部）
  - 旧・稲毛村：稲丘町、稲毛、稲毛台町、稲毛東、黒砂（一部）、小仲台（一部）
  - 旧・畑村：朝日ヶ丘、さつきが丘、瑞穂、宮野木台（それぞれ一部）
- 住居表示未実施地区
  - 旧・検見川村：朝日ヶ丘町、検見川町、浪花町、花園町
  - 旧・稲毛村：稲毛町
  - 旧・畑村：畑町